# Castel d'Ario
Castel d'Ario là một đô thị tại tỉnh Mantova trong vùng Lombardia của Italia, có vị trí cách khoảng 150 km về phía đông của Milano và khoảng 15 km về phía đông của Mantova. It was the birthplace of Tazio Nuvolari (1892-1953). Tại thời điểm ngày 31 tháng 12 năm 2004, đô thị này có dân số 4.433 người và diện tích là 22,4 km².
Đô thị Castel d'Ario có các frazioni (các đơn vị trực thuộc, chủ yếu là các làng) Susano and Villagrossa.
Castel d'Ario giáp các đô thị: Bigarello, Roncoferraro, Sorgà, Villimpenta.